# برهان‌الدین الخلیلی
برهان‌الدین، ابراهیم الخَلیلی مَقدَسی (۱۳۱۰–۱۳۴۷م) (نسب: ابراهیم بن محمد بن عثمان) فقیه، محدث و صوفی فلسطینی از اهالی بیت‌المقدس بود. التحفة السنیة فی آداب الصوفیه اثر برجستهٔ اوست.